# 메케나 멜빈
메케나 멜빈(Mekenna Melvin, 1985년 1월 23일 ~ )은 미국의 배우이다.

## 출연 작품
- 히스 시크릿 패밀리 (2015)
- 더 배드 가이즈 (2014)
- 더 나이트메어 내니 (2013)
- 엠버 레이크 (2011)
- 멜팅 더 스노우맨 (2010)
- 더 파이팅 카인드 (2010)
- 디어 미 (2008)
- 척 (2007)